# Эпизод, где Чендлер не помнит, какая сестра
«Эпизод, где Чендлер не помнит, какая сестра» (англ. The One Where Chandler Can't Remember Which Sister) — одиннадцатый эпизод третьего сезона американского комедийного телесериала «Друзья», впервые транслировался на NBC 9 января 1997 года и имеет самое длинное название за всю историю сериала.
Рэйчел недовольна своей работой, но её новый знакомый — Марк, приглашает её работать в Bloomingdale’s. Росс считает, что этот Марк подбивает клинья к Рэйчел. Джоуи празднует день рожденья, Чендлер напивается на вечеринке из-за разрыва с Дженис, что приводит к близости с одной из 7-ми сестёр Джоуи, правда он не помнит, с какой именно. А Фиби и Моника пытаются утихомирить громкого соседа сверху.
Премьеру эпизода просмотрело почти 30 миллионов телезрителей, что делает его самым популярным в 3-м сезоне сериала. Серия помещена на 162-е место среди всех 236-ти эпизодов телесериала.

## Сюжет
Ребята сидят в квартире Моники и Рэйчел, Джоуи показывает карточные фокусы, но беседу прерывают громкие звуки из квартиры сверху. Оказывается, сосед снял ковёр и слышимость значительно увеличилась, но девушки не могут ему возразить, так как этот сосед очень харизматичен и не даёт себе возразить. Фиби решает сама разобраться: она идет наверх и разговаривает с соседом (что почти отчетливо слышат все этажом ниже), но после пары слов, она уже обольщена и собирается с ним на свидание.
Чендлер вновь подавлен, так как только что встретил счастливую Дженис — свою бывшую, она каталась на коньках с мужем в Рокфеллер-центре. Друзья предлагают ему расслабиться на предстоящей вечеринке в честь дня рождения Джоуи.
Рэйчел скучает на своей новой работе в «Fortunata Fashions», ведь единственное, что там связано с модой это кладовая, захламлённая вешалками. Она делится этим на обеде у Моники в ретро-кафе «Moondance»: получается, что обеим девушкам приходится работать на унизительной работе, только потому что она отдалённо связана с тем, что им действительно нравится: мода для Рэйчел и кулинария для Моники. Их разговор случайно слышит симпатичный парень — Марк. Он предлагает Рэйчел работу в известном магазине «Блумингдейлз».
У Джоуи вечеринка. Уже в начале вечера Чендлер напивается. Прибегает радостная Рэйчел и рассказывает о случае с Марком Россу. Но Росс считает, что парни просто так не делают таких поступков и что, этот Марк хочет соблазнить Рэйчел. Приходят семеро родных сестёр Джоуи, они все выглядят очень похожими.
На следующее утро Росс продолжает спрашивать Рэйчел о Марке. Приходит Чендлер, у него похмелье, он рассказывает друзьям, что вчера вечером зажимался с одной из сестёр Джоуи, но с какой, не помнит. Также выясняется, что в тот вечер он по-пьяни целовал ещё и Монику, Рэйчел и Росса. Залетает сердитый Джоуи, его сестра Мэри-Энджела, рассказала всё о вчерашнем вечере. Пытаясь оправдаться, Чендлер говорит, что у них всё всерьёз.
Чендлер хочет как-то помягче порвать с Мари-Энджелой. Росс советует ему прийти к ней домой и на прогулке тактично объясниться. Чендлер приходит к дому Триббиани, но дверь открывает Джоуи. Ему приходится ужинать со всеми 7-ю сёстрами, Джоуи и бабушкой Триббиани (которая, по словам Джоуи, шестая, плюнувшая в висящее тело Муссолини). Чендлер безуспешно пытается выяснить, кто из девушек Мари-Энджела, но бабушка не дает никому сказать и слова. В холле его целует одна из сестёр, но оказывается, это не Мари-Энджела, а Мария-Тереза. Все сестры и Джоуи требуют от Чендлера ответа. Он раскрывает правду и в качестве наказания получает в нос от сестры Куки.
Рэйчел ждёт звонка от Марка, но тот не звонит, тогда Моника предлагает самой ему позвонить, что и делает Рэйчел. Марк приглашает её на обед, чтобы подготовить к собеседованию. Росс в ревностном отчаянии, но Моника успокаивает его, говоря, что даже если Марк захочет соблазнить Рэйчел, то она не ответит ему взаимностью, так как любит Росса. Рэйчел всё же получает новую работу.
Рэйчел и Моника продолжают страдать от шумного соседа, но теперь к нему присоединилась Фиби. Девушки не могут слушать, как Фиби и сосед занимаются любовью и сбегают из квартиры. Позже Фиби делится радостью с друзьями, но в это время все слышат как сосед сверху занимается любовью с кем-то другим. Парни решают проучить его и идут наверх. Однако сосед своей харизмой заставляет их успокоиться.

## В Ролях

### Основной состав
- Дженифер Энистон — Рэйчел Грин
- Кортни Кокс — Моника Геллер
- Лиза Кудроу — Фиби Буффе
- Мэт Леблан — Джоуи Триббиани
- Мэтью Перри — Чендлер Бинг
- Девид Швимер — Росс Геллер

### Эпизодические роли
- Стивен Экхольт — Марк Робинсон
- Шелли Берман — мистер Каплан мл., начальник Рэйчел
- Джеймс Майкл Тайлер — Гантер
- Пенни Сантон — Нонна Триббиани, бабушка Джоуи

Сёстры Джоуи
- Мими Льебер — Мария-Тереза Триббиани
- Алекс Менесес — Куки Триббиани
- К.Дж. Штайнберг — Джина Триббиани
- Лиза Мелилли — Дина Триббиани
- Холли Джагньер — Мари-Анджела Триббиани (в титрах не указана)
- Лиза Марис — Тина Триббиани (в титрах не указана)
- Дена Мичели — Вероника Триббиани (в титрах не указана)

## Особенности производства
- В третьем сезоне Мэтью Перри сильно похудел из-за проблем со злоупотреблением психоактивными веществами (викодином[6]). Костюмеры пытались скрыть это, одевая его в мешковатую и негабаритную одежду. Это особенно заметно в первой сцене эпизода, где Чендлер почти растворяется в своем пальто[2].
- Голос громкого соседа — голос Айры Унгерлейдера, это один из продюсеров и сценаристов телесериала[2].
- В полной версии эпизода Моника упоминает сэндвич, название которому выбрала сама — «Барбра Стрейсэндвич», названный в честь Барбры Стрейзанд. Интересно, что Стрейзенд когда-то была замужем за Эллиоттом Гулдом, играющего отца Моники и Росса, Джека Геллера[2].

## Музыка
В эпизоде играют такие композиции как «Wild Weekend» группы Rockin' Rebels и «en:She's_a_Bad_Mama_Jama_(She's_Built,_She's_Stacked)» в исполнении Карла Картона.

## Приём
В оригинальном вещании США данный эпизод просмотрело 29,8 млн телезрителей, что делает его самым популярным эпизодом третьего сезона.
Сервис Digital Spy создал рейтинг всех 236 серий «Друзей» и поместил данный эпизод на 162 место.